# Kollokvium
A kollokvium latin eredetű szó, körülbelüli jelentése „beszélgetés”. Átvitt értelemben a mai egyetemeken a vizsgát jelenti (főnév: kollokvium, ige: kollokvál).
Középkori gyökerekre nyúlik vissza, amikor az egyetemeken még kerengők voltak. A kerengő valójában a szerzetesi imádság színhelye volt, ahol a szerzetesek lassan, megfontolt léptekkel imádkoztak „egy kört”. Ezt a rendszert vette át az egyetem is, ahol a tanár a hallgatóval közösen tett a kerengőn egy kört, s közben nyugodtan beszélgettek a témáról.
A jezsuita egyetemeken ezt a módszert egy kissé továbbfejlesztették. Ők már nem körbe mennek, hanem egy folyosórészen ide-oda, egymással szemben. Amíg a professzor halad előre, és a hallgató hátrál, addig a tanár kérdezhet (vagyis a hallgatót kérdéseivel sarokba szoríthatja), s ha a hallgató tud válaszolni, akkor ő indulhat előre, kérdéseket feltéve a témában. Ez az egyik legnehezebb műfaj, hiszen a jó kérdésekhez már eleve rálátás és áttekintés szükségeltetik, s sokszor kifejlett diplomáciai érzékkel is kell hozzá rendelkezni, kerülve a professzor esetleges érzékeny publikációs pontjait.
Ez a régi szokásrendszer az ELTE néhány tanszékén még élt az 1980-as években, de a rendszerváltás utáni tömegegyetemen ez már helyhiány miatt nem volt lehetséges, s így lassanként Magyarországon kihalt. A vezető európai egyetemeken él ez az úzus, olyannyira, hogy akik nem vettek még részt ilyen kollokviumokon, azokat nem is tekintik „akadémikus”-nak (németül Akademiker), azaz „diplomás”-nak.[forrás?]

## További információ
- Szegedi Tudományegyetem - Egyetemi szótár